# Heinrich Mayer (Kaufmann)
Heinrich Mayer (* 6. Februar 1866 in Worms; †  2. Dezember 1942 in Theresienstadt) war ein deutscher Kaufmann. Er importierte und vertrieb Kaffee, sein Unternehmen war in Hamburg ansässig.

## Leben
In Hamburg heiratete der als Jude geborene Mayer 1909 Marie Dehn (* 1880), die Tochter von Max Dehn, einem der Ärzte des Israelitischen Krankenhauses.
Marie Mayer hatte vor ihrer Heirat eine Ausbildung zur Lehrerin absolviert und war in diesem Beruf tätig gewesen; u. a. hatte sie an der von Anna Wohlwill geführten Paulsenstiftschule unterrichtet. Nach der Heirat beendete Marie Mayer ihr Berufsleben (vgl. Lehrerinnenzölibat). 
1911 wurde Heinrich Mayer Mitglied der Patriotischen Gesellschaft. 
1926 trat er aus der jüdischen Gemeinde aus. Mayer war kein gläubiger Jude. 
Heinrich und Marie Mayer hatten vier Kinder; zwei Söhne und zwei Töchter, wobei die älteste Tochter die Geburt nur um wenige Monate überlebte.

### Zeit des Nationalsozialismus
Allen drei Kindern Heinrich und Marie Mayers gelang es, noch vor Beginn des Zweiten Weltkriegs in verschiedene Länder zu emigrieren; nach Schottland (Großbritannien), Neufundland (Kanada) und Peru. Heinrich Mayers Unternehmen wurde „arisiert“, 1935 schloss ihn die Patriotische Gesellschaft wegen seiner jüdischen Herkunft als Mitglied aus. Im Juli 1942 wurden Heinrich und Marie Mayer nach Theresienstadt deportiert. Heinrich Mayer starb dort, seine Ehefrau kam in Auschwitz ums Leben. 

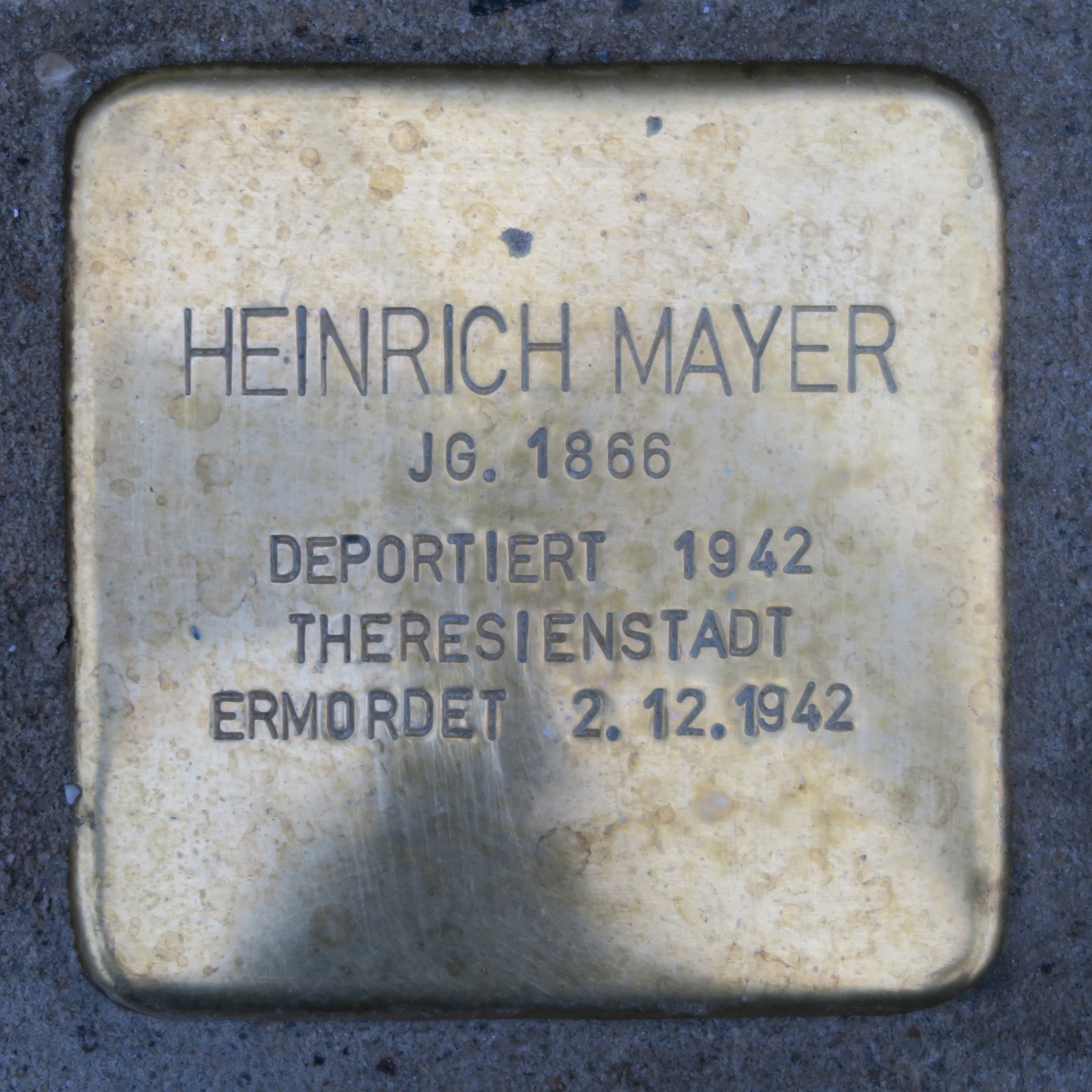
Stolperstein für Heinrich Mayer

Stolpersteine erinnern in Hamburg an Heinrich Mayer; ein Stolperstein wurde vor der Patriotischen Gesellschaft verlegt; weitere Stolpersteine in der Marie-Louisen-Straße 112 erinnern an Heinrich und Marie Mayer.